# Hyperion (romanzo)
Hyperion è un romanzo di fantascienza pubblicato nel 1989 dallo scrittore statunitense Dan Simmons. Si tratta del primo capitolo del ciclo di fantascienza moderna i Canti di Hyperion. Seguendo la stessa impostazione de Racconti di Canterbury, il romanzo è strutturato in varie storie narrate ognuna da un diverso personaggio.
Il romanzo ha vinto il Premio Hugo 1990 come miglior romanzo ed è stato nominato per il Premio BSFA per il miglior romanzo di fantascienza. Con il suo seguito La caduta di Hyperion è stato nominato per il Premio Arthur C. Clarke 1992.

## Ambientazione
La storia si sviluppa più di 700 anni dopo il XXI secolo, in un universo in cui gli esseri umani si sono diffusi in tutta la galassia, costituendo l'Egemonia. All'inizio i viaggi interplanetari erano effettuati tramite astronavi dotate di motori Hawking e successivamente attraverso la tecnologia dei portali che consentono viaggi istantanei tra luoghi che si trovano a qualsiasi distanza. Durante lo sviluppo della tecnologia dei portali e delle singolarità che permettono il loro funzionamento, uno "sfortunato" esperimento ha portato alla completa distruzione del pianeta Terra e all'Egira (l'espansione forzata dell'umanità nello spazio), nell'evento che sarà ricordato come il "Grande Errore".
I portali e tutte le altre tecnologie avanzate sono gestite da una rete di migliaia di intelligenze artificiali, il Tecnonucleo, che oramai si sono distaccate dal controllo degli esseri umani e agiscono indipendentemente da questi ultimi ma in armonia e collaborazione. L'Egemonia è minacciata dagli Ouster ("esterni"): si tratta di comunità di discendenti dei coloni post Egira che, non avendo il supporto delle entità del Tecnonucleo, non sono riusciti a sviluppare la tecnologia dei portali e che sfruttano l'ingegneria genetica per riadattare i propri corpi alla vita nei diversi ambienti spaziali.
In tale situazione si sviluppa la trama del libro, ambientato sul pianeta Hyperion (così chiamato in onore di un poema di John Keats). Nel pianeta sono presenti delle rovine archeologiche chiamate Tombe del Tempo. Questi edifici provengono dal futuro e sono circondati da un campo antientropico che fa sì che le tombe si muovano a ritroso nel tempo; pertanto l'accesso alla reale struttura è impedito. La zona limitrofa alle tombe è inoltre abitata da un terrificante essere semidivino chiamato Shrike, la cui natura è sconosciuta e che è venerato dalla chiesa della Redenzione Finale. Coloro che sopravvivono all'incontro con lo Shrike parlano di un mostro metallico alto tre metri in parte meccanico e in parte biologico che si muove e agisce incurante delle leggi fisiche.
Molti dei sopravvissuti allo Shrike narrano anche di un gigantesco albero di spine sulle quali la creatura impala le proprie vittime in uno stato di semicoscienza e puro dolore. Sulla base di queste testimonianze, la chiesa della Redenzione Finale identifica l'essere con l'avatar della sofferenza. In realtà si ignora chi possa aver costruito le tombe e si ignora la natura dello Shrike. Nel periodo dello svolgimento della trama del libro, le tombe del tempo sono prossime ad “entrare in fase” con il tempo "reale", quindi alla loro apertura.

## Trama
Il Console, un diplomatico dell'Egemonia, viene contattato da Meina Gladstone, Primo Funzionario Esecutivo del Senato e della Totalità dell'Egemonia, che gli impone di fare ritorno su Hyperion, pianeta periferico sul quale l'uomo ha svolto per qualche tempo il suo incarico. Si tratta di una missione ufficiale; i barbari Ouster stanno per invadere il pianeta, dal quale come d'abitudine cancelleranno ogni traccia di civiltà; inoltre le misteriose rovine archeologiche chiamate Tombe del Tempo stanno per aprirsi perché, viaggiando a ritroso nello spazio-tempo, sono in procinto di allinearsi con il presente. Ciò significa che potrebbe scatenarsi anche lo Shrike, l'essere misterioso e crudele che vive nei campi anti-entropici che circondano le rovine e che trucida senza pietà la maggior parte dei pellegrini che si recano alle Tombe.
In questa situazione molto oltre il limite di pericolo, la Chiesa Shrike (o Chiesa della Sofferenza) ha organizzato un pellegrinaggio alle Tombe del Tempo: sette individui selezionati si recheranno dallo spazioporto della città di Keats fino all'area archeologica; sei di loro sono destinati a morire, i desideri del settimo saranno esauditi. D'accordo con l'Egemonia, la Chiesa ha selezionato il Console, il sacerdote cattolico Lenar Hoyt, il colonnello della FORCE:terra (l'esercito dell'Egemonia) Fedmahn Kassad, il poeta Martin Sileno, lo studioso e filosofo Sol Weintraub, l'investigatrice privata Brawne Lamia e il templare Het Masteen. I sette vengono trasferiti su Hyperion a bordo di una nave-albero dei templari comandata dallo stesso Masteen.
Le motivazioni per cui i pellegrini sono stati scelti sono sconosciute ma le ragioni per cui accettano il pellegrinaggio sono legate alle loro vicende personali: ognuno di loro ha un forte interesse per recarsi alle Tombe del Tempo e rischiare la vita. Durante il tragitto ogni pellegrino racconterà la propria storia, un modo come un altro per parlare di sé ai compagni di viaggio. Il primo estratto a sorte è padre Lenar Hoyt.

### Il racconto del prete: l'uomo che si lamentò di Dio
- The Priest's Tale: "The Man who Cried God"

Da giovane, quando padre Lenar Hoyt studiava sul pianeta Pacem per diventare sacerdote, la Chiesa cattolica era in profondo declino e lo gnosticismo zen era la religione di maggioranza.
Verso la conclusione degli studi, le gerarchie ecclesiastiche gli imposero l'ordine di accompagnare l'anziano gesuita Paul Duré nel suo viaggio di esilio sul lontano Hyperion. Duré, profondo seguace di San Teilhard de Chardin, era colpevole di avere alterato dei risultati di alcune ricerche archeologiche per allinearle con le teorie evoluzioniste del santo nell'intento di ottenere un ritorno d'interesse per la Chiesa cattolica. Come destinazione d'esilio egli scelse il pianeta Hyperion perché voleva svolgere ricerche antropologiche sulla civiltà dei Bikura.
Lasciato l'anziano sacerdote allo spazioporto di Keats, capitale di Hyperion, padre Hoyt ritornò su Pacem, impiegando otto anni a causa dell'effetto della relatività imposto dal motore Hawking. Nel mentre, padre Duré scomparve su Hyperion, e Hoyt fu obbligato a tornare per trovare sue notizie. Una volta tornato su Hyperion, Hoyt rinvenne il diario personale di Duré; lo legge quindi ai compagni di pellegrinaggio.

#### Riassunto del diario di Padre Duré
Cercando i Bikura, padre Duré si allontana sempre più dagli stanziamenti civili e giunge sul selvaggio e poco popolato continente di Equus. Giunto in una piantagione, una guida locale lo conduce attraverso la pericolosissima foresta di fuoco degli alberi tesla, dove assiste ad una delle stagionali e terrificanti tempeste elettriche che si scatenano periodicamente a causa della tensione elettrica accumulata dagli alberi. Usciti dalla foresta, la guida viene assassinata nel sonno dai Bikura mentre padre Duré viene accolto come "adepto del crucimorfo".
Padre Duré non capisce cosa intendano i Bikura, ma scopre che essi discendono dai superstiti del naufragio di un'astronave terrestre avvenuto secoli prima. A padre Duré questi umanoidi appaiono stranamente catatonici e il loro parlare è grezzo e poco chiaro. Tra di loro inoltre non compaiono né anziani né bambini, tanto che Duré si interroga a lungo sul loro invecchiamento e sulla loro riproduzione.
Un giorno, sfidando un divieto esplicito dei Bikura, Duré si cala in una profonda fenditura dell'altopiano e scopre una sorta di enorme chiesa scavata nella roccia. All'interno di questo luogo scopre l'oggetto della venerazione dei Bikura, ossia una croce così antica da essere certamente anteriore alla venuta di Cristo sulla Terra.
Successivamente i Bikura, che non si spogliano mai, vedono il sacerdote nudo e scoprono che la croce che porta al collo non fa di lui un adepto di ciò che chiamano "il crucimorfo". Dopo una discussione fra di loro (alcuni lo vorrebbero uccidere), lo conducono sul fondo della fenditura, all'entrata di una delle misteriose gallerie che rendono Hyperion un “mondo labirinto” e che si estendono per centinaia di migliaia di chilometri sotto la superficie. Qui, alla presenza dello Shrike, gli viene imposta sul torace una piccola croce vivente che ben presto si impadronisce del suo organismo e della sua volontà come un parassita.
Qui Duré comprende cosa sia il crucimorfo venerato dai Bikura: un organismo parassita che, ogni volta che il suo ospite muore, lo ricompone e lo riporta in vita. 
Attraverso questa rivelazione, Duré scopre anche il mistero sulla popolazione dei Bikura e sul perché non esistano né anziani né bambini: i Bikura sono gli stessi sopravvissuti all'incidente dell'astronave avvenuto centinaia di anni prima e appaiono così catatonici perché ad ogni rigenerazione essi perdono parte della loro umanità.
Padre Duré tenta inutilmente di liberarsi dal crucimorfo: tenta di allontanarsi dall'accampamento ma il crucimorfo glielo impedisce causandogli degli atroci dolori ogni qualvolta si allontani troppo. Per liberarsi da questa condizione di finta umanità, il sacerdote decide infine di inoltrarsi nella foresta di fuoco e di crocifiggersi ad un albero tesla durante una tempesta elettrica, in modo da poter trovare la sua liberazione nella morte sua e del crucimorfo. Purtroppo il suo piano non va a buon fine ed il crucimorfo non brucia con la sua carne, ma resta vivo costringendolo a numerosi e dolorosissimi cicli di morti e resurrezioni.
Al termine del racconto, padre Lenar Hoyt afferma di aver infine trovato Duré e di averlo visto morire. Mentre la nave-albero dei templari si appresta a discendere su Hyperion, il Console scopre che il sacerdote per sopravvivere deve assumere quotidianamente morfina e che soffre di immensi dolori a causa di due crucimorfi sul suo corpo, lasciando intendere che il suo racconto non è stato completamente trasparente.

### Il racconto del soldato: gli amanti di guerra
- The Soldier's Tale: "The War Lovers"

I pellegrini atterrano su Hyperion, tra una massa di gente che vorrebbe fuggire dal pianeta nell'imminenza dell'invasione Ouster. Il pellegrinaggio verso le Tombe del Tempo inizia con una chiatta fluviale. È il turno del colonnello Fedmahn Kassad di raccontare la sua storia.
Kassad è un palestinese della diaspora spaziale; arruolatosi nella FORCE:terra come soldato semplice, si distinse ben presto e venne avviato alla scuola di formazione per ufficiali. Fu durante un'esercitazione virtuale, la simulazione della battaglia di Azincourt, che Kassad, nell'avatar di un arciere inglese, conobbe la donna che avrebbe cambiato la sua vita. Inseguendo un cavaliere francese nel bosco, rischiò di avere la peggio quando intervenne a suo favore una misteriosa donna, che lui ribattezzò Mistero. I due ebbero un rapporto sessuale accanto al cadavere ancora caldo del francese ucciso. L'avrebbe ritrovata ancora spesso nelle simulazioni di altre battaglie, e si sarebbe appartato per fare sesso con lei in case distrutte dai bombardamenti.
Promosso capitano, Kassad ottenne notorietà per il modo in cui riuscì a gestire una sollevazione fondamentalista musulmana in un pianeta periferico, che mise in pericolo la vita di cittadini dell'Egemonia. Ma fu sul pianeta Bressia che acquistò la sua sinistra notorietà: Bressia fu il primo pianeta investito dalla furia devastatrice degli invasori Ouster; per contrastarne l'avanzata, Kassad devastò il continente meridionale del pianeta, senza curarsi del numero di vittime civili, finché i nomadi vennero ricacciati nello spazio. Pochi giorni dopo la vittoria rimase ferito in un attentato e venne ricoverato su una nave ospedale in viaggio verso i pianeti dell'Egemonia. Ma giunta all'altezza del primo scalo, il pianeta Hyperion, l'astronave venne attaccata dagli Ouster. Kassad, appena “rigenerato”, si trovò a lottare per la propria vita. Riuscì a rubare una navetta e atterrare sul pianeta, nei pressi delle Tombe del Tempo, dove venne accolto da Mistero, che gli disse di chiamarsi Moneta. Gli fornì un'avveniristica tuta da combattimento che gli permise di rallentare a piacere il tempo, e che usò per attaccare gli Ouster che l'avevano inseguito.
Ai due si era unito lo Shrike, il Signore della Sofferenza, e gli Ouster vennero trucidati senza nemmeno comprendere cosa accadde. Come le volte precedenti, Kassad e Moneta si unirono in un amplesso sul campo di battaglia, ma durante l'atto la donna si trasformò in una sosia dello Shrike e Kassad riuscì a sfuggirle a stento.
Al termine del racconto, i pellegrini, dopo che Kassad ha detto loro di aver visto il gigantesco albero sul quale lo Shrike tiene infilzati i corpi delle sue vittime, che viaggia a ritroso nel tempo dal futuro al passato, gli chiedono se abbia riconosciuto qualcuno di loro; Kassad ammette di sì, ma non vuole rivelare chi.

### Il racconto del poeta: Canti di Hyperion
- The Poet's Tale: "Hyperion Cantos"

Il racconto di Martin Sileno riguarda la storia della Città dei Poeti che il re Billy il Triste, uno degli antichi sovrani di Hyperion, volle edificare per la gloria del suo regno. Sileno è nato sulla vecchia Terra, già moribonda dopo il Grande Errore, da una ricca famiglia nel frattempo economicamente decaduta. Dopo un periodo trascorso su un pianeta marginale, scrisse un'opera poetica, una serie di canti dedicati al vecchio pianeta distrutto da un incidente con una singolarità artificiale, che ebbe un successo incredibile nell'Ecumene. Arrivato di prepotenza nel mondo dell'editoria, dovette però adattarsi al gusto corrente e scrivere della prosa seriale che disgustava lui per primo. Decise di abbandonare la sua editrice e di accettare l'offerta del sovrano di un mondo marginale, Hyperion, ancora non collegato alla Rete dei Mondi dell'Egemonia, sovrano che faceva da mecenate a una colonia di artisti. Re Billy il Triste fondò, nei pressi delle Tombe del Tempo, la Città dei Poeti. Qui Sileno lavorava a quello che avrebbe dovuto essere il suo capolavoro, i Canti di Hyperion, appunto.
La Città dei Poeti tuttavia venne sconvolta da una serie di efferati omicidi. Uno dopo l'altro, diversi artisti vennero assassinati in maniera orribile. La maggior parte degli abitanti se ne andò, al contrario di Sileno che anzi continuò alacremente la scrittura dei suoi Canti. Solo quando fu tra gli ultimi sopravvissuti alla catena di omicidi, si rese conto che era stato il suo lavoro sulle leggende del pianeta a scatenare le velleità omicide dello Shrike. Re Billy tornò nella città per scongiurare Sileno di terminare il suo lavoro, e tentò di distruggere il manoscritto dei Canti: ma comparve lo Shrike che lo ghermì con una delle sue spine mortali. Reso folle dalla scena, Sileno non terminò i suoi Canti: dopo qualche anno fuggì da Hyperion, trascorrendo due secoli in crio-sonno.

### Il racconto dello studioso: il fiume Lete sa d'amaro
- The Scholar's Tale: "The River Lethe's Taste is Bitter"

I pellegrini giungono ai limiti del Mare d'Erba, una pianura infinita che devono attraversare grazie a colossali imbarcazioni di legno provviste di vela. Per passare il tempo a bordo, continuano i racconti.
Sol Weintraub viveva insieme alla moglie in una piccola città su un mondo periferico, il Mondo di Barnard, dove poteva dedicarsi alla propria passione: la filosofia. Weintraub è ebreo di famiglia, ma non è né praticante né credente. La figlia della coppia, Rachel, si appassionò all'archeologia e dopo la laurea accettò un contratto per un lavoro sul pianeta Hyperion, nella zona della Tombe del Tempo.
Una notte Rachel si trovava da sola nella cosiddetta Sfinge, un'imponente costruzione di roccia massiccia, quando rimase vittima di un incidente. I suoi compagni di lavoro la ritrovarono in stato di incoscienza e la imbarcarono su una nave soccorso. Quando Rachel riprese i sensi, si sapeva già l'incredibile verità: la ragazza era stata contaminata da una improvvisa anomalia entropica: il suo tempo soggettivo scorreva al contrario. Ogni giorno, Rachel Weintraub, che aveva 35 anni, ringiovaniva di un giorno, e soprattutto perdeva i ricordi di 24 ore della propria vita. Ogni giorno al risveglio avrebbero dovuto spiegarle cosa è accaduto e perché i suoi ricordi non coincidevano con la realtà.
Il suo fidanzato, nonché professore, e i suoi compagni di lavoro tornarono su Hyperion per cercare una spiegazione, ma malgrado mesi di lavoro non giunsero ad alcuna conclusione. Weintraub consultò specialisti medici di tutta l'Egemonia, senza successo. Rachel lasciò il fidanzato e tornò a vivere in casa. Weintraub si mise anche in contatto con la più vicina Chiesa Shrike, ma il vescovo lo cacciò quando era venuto a sapere che sua figlia era stata contagiata da una singolarità temporale mentre si trovava nelle Tombe del Tempo.
I seguenti venticinque anni sono dedicati a assistere la figlia. Le ricerche di spiegazioni o di antidoti sono inutili. Quando i mass media vengono a scoprire la storia, la vita della famiglia Weintraub è sconvolta. Per evitare l'invadenza dei giornalisti, i tre si rifugiano in un kibbutz su un mondo abitato da coloni ebrei, Hebron.
Dal giorno in cui Rachel rimase vittima dell'incidente su Hyperion, Sol Weintraub è vittima di un incubo ricorrente. Si trova nel buio fitto, e un essere dagli occhi rossi (che potrebbe essere Dio ma anche lo Shrike) gli intima di condurre la figlia su Hyperion e di sacrificarla, come ad Abramo era stato ordinato di fare con Isacco. Soltanto negli ultimi anni, quando Rachel è tornata bambina, Sol scopre che la moglie fa il medesimo sogno; la donna sarebbe propensa a portare la figlia su Hyperion, ma Sol si oppone. È solo quando sua moglie Sarai muore in un incidente che la sua opinione cambia. Fa pressione in ogni modo sulla Chiesa Shrike, anche tramite l'opinione pubblica, perché la sua domanda di pellegrinaggio alle Tombe del Tempo venga accettata; quando parte per unirsi agli altri pellegrini, Rachel ha solo 10 settimane di vita restante.

### Il racconto dell'investigatrice: il lungo addio
- The Detective's Tale: "The Long Good-Bye"

A bordo della nave a vela che attraversa il Mare d'Erba, i pellegrini scoprono un delitto: il templare Het Masteen è scomparso e la sua camera è tutta invasa di sangue. Sembra uno dei delitti dello Shrike, ma il corpo non si trova. Brawne Lamia decide di raccontare comunque la sua storia.
Brawne Lamia è una detective privata; un giorno al suo studio su Lusus si presenta un cliente, Johnny: un bellissimo uomo che afferma di essere un cìbrido, o cyborg ibrido, una sorta di terminale di un'intelligenza artificiale che vive nel TecnoNucleo: un vecchio esperimento, il tentativo di ricreare la personalità del poeta John Keats. Qualcuno ha cercato di "ucciderlo", provocando la cancellazione della memoria degli ultimi giorni.
Brawne decide di seguirlo e scopre che Johnny è pedinato da un uomo; quando lo affronta, l'uomo fugge attraverso i portali che consentono il teletrasporto tra pianeti. Dopo un rocambolesco inseguimento da un mondo all'altro, riesce a metterlo a tappeto ma l'inseguito si disintegra; anche lui era un cìbrido. Inseguita dalla polizia, Brawne viene fatta fuggire da Johnny attraverso un portale che la trasferisce su una ricreazione della vecchia Terra di cui nessuno conosce l'esistenza. Si tratta di un esperimento del TecnoNucleo. In un appartamento affacciato su una piazza di Spagna in una Roma riprodotta come nell'Ottocento, quando Keats vi morì di tubercolosi, Brawne scopre di essere innamorata del cìbrido. Quando cinque uomini fanno irruzione, la detective, grazie al suo allenamento, riesce a metterli fuori combattimento. Da loro viene a sapere che sono stati inviati dalla Chiesa Shrike, e che avrebbero dovuto portare Johnny dal vescovo.
Lamia decide di affrontare la situazione direttamente e si reca a parlare con il rappresentante della Chiesa Shrike, dal quale viene a sapere che Johnny aveva fatto richiesta di partecipare al pellegrinaggio su Hyperion; siccome si tratta dell'ultima spedizione in programma, la Chiesa vuole sapere se è ancora intenzionato. A questo punto il sospetto è che Johnny sia entrato nel mirino del TecnoNucleo proprio perché voleva partecipare al pellegrinaggio. Parlando inoltre col primo ministro Gladstone (che l'accoglie in quanto amica di suo padre, il defunto senatore Lamia), scopre inoltre che il Nucleo si oppone fermamente all'inclusione di Hyperion nella Rete, a costo di una secessione delle IA dalla Rete stessa.
Grazie a un amico hacker di Lamia, il cìbrido riesce a interfacciarsi col cyberspazio e scopre la verità poco per volta: il TecnoNucleo ha scoperto che lui voleva trasferire tutta la propria conoscenza di intelligenza artificiale nel corpo umano e riparare su Hyperion, mondo che sfugge dal controllo della Rete. Il Nucleo sta infatti sviluppando un programma di previsione dell'evoluzione che è quasi perfetto (l'Intelligenza Finale), ma l'unica incognita imprevedibile è rappresentata dalle Tombe del Tempo. Le IA – scopre Johnny – sono divise in tre fazioni: gli Stabili, i più antichi, propugnatori di una pacifica convivenza con gli umani, utile per entrambe le specie; i Volatili, i più moderni, che propongono l'estinzione della razza umana; i Finali, ossessionati dal Progetto Intelligenza Finale. Lamia scopre con terrore che le informazioni che la Commissione di consulenza IA per la Totalità (organo consultivo del governo dell'Egemonia) offre sono solo le briciole della conoscenza che in realtà le IA hanno, briciole che gli umani considerano indispensabili. Anche senza la IF, infatti, il Nucleo ha previsto il futuro di umani e IA per almeno due secoli con un margine d'errore dell'1%. L'unica variabile inaccessibile è Hyperion con le sue Tombe. Secondo il cìbrido, è imminente una catastrofica guerra interstellare, probabilmente causata dal Nucleo per i suoi scopi.
Le intelligenze artificiali sono intenzionate a fermare a tutti i costi Johnny; lui e Brawne, armati fino ai denti, tentano di arrivare alla Chiesa Shrike e ci riescono solo dopo un duro scontro con sicari del TecnoNucleo.
Ferito mortalmente, il cìbrido riesce a “travasare” sé stesso in un hard disk quantistico che aveva impiantato nel cranio di Lamia, collegato tramite una presa neurale. Sarà lei a compiere il pellegrinaggio su Hyperion, portando inoltre in grembo loro figlio.

### Il racconto del Console: ricordando Siri
- The Consul's Tale: "Remembering Siri"

Giunti all'imponente edificio di Castel Crono, abbandonato da quando l'area delle Tombe del Tempo è chiusa, i sei pellegrini assistono al divampare della battaglia nei cieli di Hyperion, dove la flotta di invasione Ouster si scontra con le difese dell'Egemonia. Nella vallata che separa il castello dalle Tombe intravedono una figura vestita da templare che si allontana. L'ultimo a raccontare la propria storia è il Console.
Il Console è il nipote di Siri e di Merin, marinaio della flotta dell'Egemonia, che avevano guidato la sollevazione del pianeta Patto-Maui contro l'ingresso nella Rete dei Mondi, con conseguente invasione di turisti e sfruttamento delle risorse del pianeta da parte dell'Egemonia. Nonostante Siri fosse di tre anni più giovane di Merin, a causa dei numerosi viaggi del marinaio e degli effetti relativistici, quando la donna morì di vecchiaia egli mostrava solo 24 anni. La rivolta era stata soffocata, e il nipote si era arruolato nel corpo diplomatico. Fu poi scelto dal primo ministro Meina Gladstone per trattative segrete con gli Ouster, durante le quali si rese conto che, al contrario dell'Egemonia, la razza umana ha vissuto con gli Ouster una vera e propria evoluzione. L'ammirazione per ciò che hanno saputo costruire al di fuori della Rete dei Mondi lo portò a fare il doppio gioco, anche per odio verso l'Egemonia che aveva devastato l'equilibrio ecologico del suo mondo. Il Console si trova perciò ad attirare gli Ouster nella trappola dell'attacco a Hyperion, ma potrebbe essere anche che siano gli Ouster a mettere in trappola le navi della FORCE:spazio accorse sul sistema di Hyperion, oppure ancora un tentativo di Meina Gladstone di spostare il conflitto su questo mondo periferico in modo da avere una scusa per annetterlo alla Rete, malgrado le resistenze del Tecnonucleo.
Al mattino, i pellegrini percorrono a piedi l'ultimo tratto che separa Castel Crono dalle Tombe del Tempo, che rifulgono in maniera anomala, come se stessero per aprirsi. Da lontano distinguono la forma minacciosa dello Shrike che li attende.

## Personaggi

### I sette pellegrini
- Il Console: ex rappresentante dell'Egemonia su Hyperion.
- Lenar Hoyt: sacerdote cattolico.
- Fedmahn Kassad: palestinese, colonnello della FORCE:terra.
- Martin Sileno: anziano poeta nato sul vecchio pianeta Terra.
- Sol Weintraub: filosofo ebreo.
- Brawne Lamia: investigatrice privata.
- Het Masteen: templare.

### Altri personaggi
- Lo Shrike.
- Meina Gladstone: la Prima Funzionaria Esecutiva dell'Egemonia.
- Paul Duré: sacerdote cattolico e archeologo, scelse Hyperion come “esilio” volontario dopo un provvedimento disciplinare della Chiesa.
- Moneta: la giovane donna che si insinua nelle simulazioni belliche di Fedmahn Kassad, che pare strettamente collegata allo Shrike.
- Re Billy il Triste: ultimo sovrano di uno degli Stati di Hyperion.
- Sarai Weintraub: moglie di Sol.
- Rachel Weintraub, archeologa; figlia di Sol e Sarai.
- Melio Arundez: fisico; collaboratore (e successivamente amante) di Rachel.
- Johnny Keats: cìbrido[N 2] che replica la personalità del poeta Keats.
- Siri: senatrice del pianeta Patto-Maui, nonna del Console.
- Merin: marinaio della FORCE:spazio, marito di Siri.

## Accoglienza
Hyperion è stato ben accolto dalla critica. Il New York Times ha elogiato i suoi riferimenti letterari, il suo formato e il modo in cui ha trattato le IA. Altre recensioni lo definiscono un cult, elogiando la costruzione dell'universo narrativo e lo sviluppo dei personaggi. Alcuni recensori hanno apprezzato il modo in cui i sei racconti s'intrecciano per creare un romanzo coeso, ma altri hanno criticato il fatto che la maggior parte della storia si svolge durante i flashback, lasciando spazio limitato per l'avanzamento della trama.

## Opere derivate
Nel 2009 Scott Derrickson avrebbe dovuto dirigere I canti di Hyperion per la Warner Bros. e Graham King, con Trevor Sands sceneggiatore per fondere Hyperion e La caduta di Hyperion in un unico film. Nel 2011 l'attore Bradley Cooper ha espresso interesse a riprendere l'adattamento. Il 10 giugno 2015 è stato annunciato che il canale televisivo Syfy avrebbe prodotto una miniserie basata sui Canti di Hyperion con il coinvolgimento di Cooper e King. Nel novembre 2021 è stato annunciato che Warner Bros. e Bradley Cooper avrebbero invece sviluppato Hyperion come un film.

## Edizioni
- Dan Simmons, Hyperion, Doubleday/Bantam books, 1989,  pp. 482, ISBN 0-385-24949-7.
- Dan Simmons, Hyperion, traduzione di G.L. Staffilano, collana Oscar Mondadori, Arnoldo Mondadori Editore, 1993,  p. 422, ISBN 88-04-37614-7.
- Dan Simmons, Hyperion, traduzione di G.L. Staffilano, collana Tif Extra, Fanucci, 2011,  p. 455, ISBN 978-88-347-1815-5.